# 7720 Lepaute
7720 Lepaute (4559 P-L) là một tiểu hành tinh nằm phía ngoài của vành đai chính được phát hiện ngày 16 tháng 9 năm 1960 bởi Cornelis Johannes van Houten, Ingrid van Houten-Groeneveld và Tom Gehrels ở Đài thiên văn Palomar.